# Осипово (Вологодский район)
Осипово — деревня в Вологодском районе Вологодской области.
Входит в состав Спасского сельского поселения, с точки зрения административно-территориального деления — в Спасский сельсовет.
Расстояние по автодороге до районного центра Вологды — 31 км, до центра муниципального образования Непотягово — 21 км.

## Население
| 2010 |
| ---- |
| 0    |

По переписи 2002 года население — 1 человек.